# Cheshire (Connecticut)
Cheshire és una població dels Estats Units a l'estat de Connecticut. Segons el cens del 2005 tenia 29.097 habitants.

## Demografia
Segons el cens del 2000, Cheshire tenia 28.543 habitants, 9.349 habitatges, i 7.254 famílies. La densitat de població era de 334,9 habitants per km².
Dels 9.349 habitatges en un 39,1% hi vivien nens de menys de 18 anys, en un 68,5% hi vivien parelles casades, en un 6,9% dones solteres, i en un 22,4% no eren unitats familiars. En el 19,4% dels habitatges hi vivien persones soles el 9,6% de les quals corresponia a persones de 65 anys o més que vivien soles. El nombre mitjà de persones vivint en cada habitatge era de 2,71 i el nombre mitjà de persones que vivien en cada família era de 3,14.
Per edats la població es repartia de la següent manera: un 25,2% tenia menys de 18 anys, un 7,7% entre 18 i 24, un 29,4% entre 25 i 44, un 25% de 45 a 60 i un 12,6% 65 anys o més.
L'edat mediana era de 38 anys. Per cada 100 dones de 18 o més anys hi havia 114,4 homes.
La renda mediana per habitatge era de 80.466 $ i la renda mediana per família de 90.774 $. Els homes tenien una renda mediana de 60.078 $ mentre que les dones 38.471 $. La renda per capita de la població era de 33.903 $. Aproximadament l'1,6% de les famílies i el 3% de la població estaven per davall del llindar de pobresa.

## Poblacions més properes
El següent diagrama mostra les poblacions més properes.